# Mieczysław Korzeniewski
Mieczysław Korzeniewski (ur. 13 grudnia 1884 w Żninie, zm. 19 lutego 1942 w Uzbeckiej SRR) – działacz społeczno-polityczny.

## Życiorys
Urodził się w rodzinie Antoniego (ur. 1843) i Pelagii z Sielickich (ur. 1855). Po zakończeniu I wojny światowej i odzyskaniu przez Polskę niepodległości wszedł w skład władz Komitetu Obrony Górnego Śląska, organizacji patriotycznej założonej w 1919 w Poznaniu. Sprawował stanowisko dyrektora Związku Obrony Kresów Zachodnich w Poznaniu od czasu jej założenia w 1921 do 1934. Był współorganizatorem Związku Polaków w Niemczech.
Po wybuchu II wojny światowej i agresji ZSRR na Polskę w 1940 wraz z rodziną został deportowany przez sowietów w głąb ZSRR na teren Uzbeckiej SRR. Zmarł w Kołchozie im. Woroszyłowa k. Karakul (rejon miasta Buchara) 19 lutego 1942. W tym samym roku na tym obszarze zmarła jego żona Jadwiga z Alkiewiczów (ur. 1889) oraz córka Aleksandra po mężu Kaczan (ur. 1917) i syn Jerzy (ur. 1927). Miał także córki Krystynę 1 v. Legeżyńską 2 v. Kurkiewicz (1914–1983) i Annę Irenę po mężu Michalską (1922–2014).

## Ordery i odznaczenia
- Krzyż Niepodległości (20 grudnia 1932)[3]
- Krzyż Oficerski Orderu Odrodzenia Polski (10 listopada 1928)[4]
- Krzyż Kawalerski Orderu Odrodzenia Polski (2 maja 1923)[5]